# 侍道4
『侍道4』（さむらいどう4、WAY OF THE SAMURAI 4）は、スパイク（現・スパイク・チュンソフト）がPlayStation 3用に発売したゲームソフト。

## 概要
同社発売の前作『侍道3』発売から約2年の時を経て発表された、「侍道シリーズ」正式ナンバリングタイトル第4作。開発は従来のシリーズ作品と同じくアクワイアが担当している。追加要素を収録した廉価版、『侍道4 Plus』が2012年1月26日に発売された。
前作『侍道3』と同社発売の『喧嘩番長3 全国制覇』が好評を博したことにより、両シリーズとも「4」の開発が早い段階から決まっていたものの、本作に関してはその後これといった情報が発表されないまま、さきに『喧嘩番長4 一年戦争』の発売が開始。本作の正式な発表は、それから約半年ほど遅れ、『喧嘩番長5 漢の法則』の発表とほぼ同時期に行われることとなった。なお、そのあいだに『侍道3』の完全版である『侍道3+（Plus）』が発売され、そのなかに当時開発中の本作のイメージ映像がわずかながら収録されている。
本作においてもシリーズの特徴である「自由度の高いゲーム性」「物語を構成する三つの勢力」などの基本的な要素は受け継がれており、これらの点に加え、前作で犠牲にせざるをえなかったグラフィック面や演出面の向上、プレイヤーの行動が如実に反映される「インタラクティブイベント」の強化などが行われている。また、本作よりPlayStation Storeを利用したダウンロードコンテンツ (DLC) の販売も開始されている。
後にSteam版が販売されている。

## ゲーム内容
本作の時代設定は、浦賀への黒船来航から数年後が舞台の、いわゆる幕末時代（約1853 - 1869年ごろ）となる。また、物語の舞台となる地は「阿弥浜（あみはま）」と呼ばれる港町になり、三勢力は「外国」「幕府」「攘夷」となる。

### 新システム
生きた証
周回要素に関係する新システム。エンディングやゲームオーバーなどでいちど物語を終えたとき、前回のプレイで取った行動や使用していた武器などが次回プレイ時に影響を与える。
前回プレイしたゲームの内容によって、最初から町の施設が開業または閉鎖していたり、生前自分が使っていた武器をノンプレイヤーキャラクター (NPC) が拾って持っていたりする（流通）。また、特定の条件を満たすと、前回エンディングを迎えた主人公が阿弥浜の住人 (NPC) として登場することもある。
また、つまらぬものを斬ってしまった
通称「つま斬り」。シリーズのバトルパートで追求されてきた「殺陣」に関連する新アクション。
発動するとプレイヤーキャラクターの動作が高速化され、周囲にいる敵を流れるように攻撃することが可能となる。このとき倒した敵はすぐに倒れず「つま斬り」が終了すると同時に、血しぶきを上げて一斉に倒れる。
「つま斬り」の発動にはつま斬りゲージが一定量溜まっている必要があり、敵を倒したり「きのこ」などのアイテムを使用したりすることでゲージが増加する。「つま斬り」発動中はつねにゲージが消費されていき、みずから解除するかゲージがゼロになるかした時点で終了するが、後者の場合は膝をつき、大きな隙が生じる。
拷問
キャッチコピーは「地獄の沙汰も俺次第」。
本作では悪行を行うと同心や岡っ引きが襲ってくるようになり、その状態で捕縛されると拷問にかけられる。
拷問はミニゲームで行われ、耐え切ることができれば放免してもらえるが、耐え切れなかった場合は死亡しゲームオーバーとなる。
拷問は三種類存在し、ゲーム中の治安によって内容と担当者が異なる。
- 治安が良い - 長女・万由「人間水車責め」
- 治安が普通 - 三女・百合「煉獄吊責」
- 治安が悪い - 次女・千佳「超石抱」

夜這い
キャッチコピーは「今夜、お待ちしております」。
町の中にいる女性キャラクターに声をかけたときに「惚れた！」の選択肢を選ぶと女性を口説くことができ、その後の口説き文句で女性に好印象を与えることに成功すると夜這いの約束を取り付けることができる。その後、時間帯が夜のときに夜這い小屋を訪れると、家人に見つからないよう屋敷に忍び込むステルスパートに移行し、そこから意中の女性の待つ布団への到達に成功すると、舞台を旅籠に移して「たわむれ」を楽しむことができる。
通常、夜這いができるキャラクターはマップ内を徘徊している一般女性NPCだけだが、条件を満たすと物語に大きく関わる主要人物や、男性キャラクターへの夜這いも可能となる。
なお、夜這いそのものにはゲームが有利になるメリットなどはとくに存在しない。
オンライン辻斬り
キャッチコピーは「いま、斬りにゆきます」。
PlayStation Networkに接続した状態で、ゲーム内オプション「世界に繋がる」項目をオンにすると、現在使用しているキャラクターのデータがアップロードされ、ほかのプレイヤーのゲーム内で敵キャラクターとして登場するようになる。このとき出現するキャラクターの容姿や武器はアップロード時のデータが使用されるため、戦って勝利することで相手の持っていた刀を入手することも可能となっている。
なお、いわゆる通信対戦や協力プレイとは異なり、アップロードされたキャラクターはもとのプレイヤー本人の操作によるものではなくNPCとしての登場となる。
これらのシステム以外にも、特定の場所で釣りやギャンブル（ポーカーとこいこい）などのミニゲームも楽しむことができる。

### 流派
武器によって使用できる技が決まっていた従来の作品に対し、本作では「流派目録」と呼ばれるアイテムを装備することによって使用する技を決定する。
流派は、目録によって構えや技構成が異なるのが特徴で、基本的には武器と同様に敵キャラクターを倒すことで入手する。なお、一度習得した技は、ある人物に白紙目録を持っていくことで「俺流」と呼ばれるオリジナル流派に組み込むことができるようになる。
本作における流派は、前作から登場していた「上段」「中段」「下段」「脇」「片手」「居合」「忍者」「二刀」「忍者二刀」「槍」「無手」の11種類の構えに加え、新たに遠距離から敵を攻撃する「拳銃」や「ライフル」が追加されている。

## ストーリー
開国後の港町、「阿弥浜」。
日本との交流を目的に黒船が来港し、急速に西洋文明が発展していた。だがそれをよく思わない攘夷派と、それに対抗する幕府の勢力が日々し激しい戦いを繰り広げていた。
ある日、黒船上で大使の「ローラ・リータ」を代表とする英国の使節と、大老「鬼怒川怨仙」の娘の三姉妹、運上所頭取の「茂呂茂」が日英合営の製糸工場の建設について協議していた。そこへ攘夷派である「般若党」が大砲を携えて現れ、幕府と英国 対 般若党の大騒乱となる。その騒動の起こるまさに直前、主人公が小さな手漕ぎ舟に乗って阿弥浜の港へやってくるところから物語が始まる。

## 登場人物
主人公
声：新垣樽助（青年）、ふくまつ進紗（壮年）、市来光弘（若年）
デフォルトネームは「名無し侍」。
小船で阿弥浜を訪れた侍。港での騒乱に巻き込まれる形で物語が始まる。

### 外国勢力
ローラ・リータ
声：安士百合野
英国公爵家出身の大富豪の娘（両親はすでに他界）。日英間の貿易締結のための親善大使として日本を訪れる。まだ幼さの残る少女だが日本人に対しての偏見を持たず、誰にでも優しく接することのできる芯の強さを持っている。嫌いなものは暴力と幽霊。また、甘いものに目がなく、常に領事館の机の上にチョコレートを忍ばせている。
外国勢力ルートと隠しルートでの事実上のヒロインとなる。
ジェット・ジェンキンス
声：大川透
24歳・血液型はB型。通称・JJ（ジェイジェイ）。派手な燕尾服に身を包んだ若き伯爵。英国副使としてローラの補佐を担当する。退屈を嫌いスリルを愛する優男で、趣味はギャンブル。左腕は義手だが、これはある時賭けに負けて自ら切り落としたことによるもの。
暇を持て余しては港のカジノで遊んでいるが、拳銃の扱いに長け、剣の腕も一流。なお、主人公を除くと戦闘で拳銃を使用する唯一のキャラクターである。相手を殺す際はロシアンルーレットを拳銃で行い、自分の頭を撃ってから相手を撃つ。ローラと異なり日本人を蔑視する傾向にあるが、展開しだいでは改心し、日本について学ぼうとする。
メリンダ・デカメロン
声：田中敦子
イギリス海兵隊隊長を務める女騎士で、ローラの護衛役。自身直属の女性騎士団「パツキン隊」を配下に持つ。金色の鎧に身を包み、自他への厳しさから「鬼隊長」と恐れられるが、ひとたび鎧を脱げば美容に気を使い、男性への憧れも捨てきれていないという一面も持つ。
戦闘では英国式の大剣を軽々と振り回し、防御を崩されなくなる特殊能力「不動心」の効果で鉄壁の守りを併せ持つ。
主要人物の中では唯一いつでもルートへの影響もなく殺害できるキャラクターであり、彼女が死亡した場合は新隊長と呼ばれるキャラクターが代わりに登場するようになる。

### 幕府勢力
鬼怒川 怨仙（きぬがわ おんせん）
声：納谷六朗
64歳・AB型。幕府の大老。攘夷志士殲滅のため、江戸からやってくる。「幕府の威信回復」を名目に拷問や処刑（おもに釜茹での刑）を楽しむ冷酷非道な人物。自身の親衛隊「魔鱗組（まりんぐみ）」に加え、隠密集団「暗闇脳天（くらやみのうてん）」を率いているほか、自身そっくりの影武者も擁している。
脇構え、中段構え、片手構えの3つの構えを使い分けることができる特殊な流派を使用しており、凄まじい剣の実力を誇る。
本作における諸悪の根源であり、真のエンディングとなる隠しルートでのラストボスとなる。
琴吹光（ことぶき ひかる）
声：江川大輔
36歳・O型。阿弥浜の代官。「阿弥浜の河豚（鯨）」を自称する剣術の達人。暑苦しいほどの熱血漢で、良くも悪くも真っ直ぐな性格。少々空回り気味なところはあるものの根は善人である。展開しだいでは鬼怒川から離反する。趣味は洞窟探検。
中段構えと上段構えを使い分けることができる複合流派を使用しており、中でも気を溜めてから一気に放出して周囲を吹き飛ばす「美愚蛮（びっぐばん）」は強力無比な性能を有する。
茂呂 茂（もろ しげる）
声：遠藤大輔
32歳・A型。運上所頭取（輸入物資の管理や税金の徴収などを行う役所の頭目）。不真面目でいつも眠そうな顔をしているが、胸の奥では常に国の行く末を思っている。現在の古い体制の幕府に危機感を抱いており、外国の高度な文化や技術を取り入れるべく奔走するがそのせいで攘夷勢力からは目の敵にされている。
体術の達人であり、刀を持った相手にも互角に渡り合うことができる「無手」の使い手。またあまり披露する機会はないものの、剣の力量も高い。
なお本人の口から既婚者であることが語られる。
鬼怒川三姉妹 / 万由（まゆ）、千佳（ちか）、百合（ゆり）
声：沢城みゆき（三人全員）
鬼怒川の三人の娘たち。長女が万由、次女が千佳、三女が百合。父に負けず劣らず拷問や処刑が好きで、ちまたでは「残酷三姉妹」と陰口を叩かれている。
普段は着物を着ているが、戦う際は彼女たち専用の戦闘服に着替える。万由は刀、千佳は二刀流、百合は槍の使い手。
なお公式サイトによれば、万由は100mを完走するのに20秒かかり、千佳は昔から鉄棒の逆上がりができず、百合は言葉遣いが変なのを指摘されると逆上するとされている。
まだら
大老・鬼怒川に仕える隠密集団「暗闇脳天」の一人。中心に大きな黒丸が描かれた不気味な仮面を着用している。鬼怒川三姉妹の指示のもと、暗殺などの任務に携わっている。性格は非情かつ冷徹。
仮面をつけているためその素顔は不明だが、特定のルートを進むとその正体が判明する。
とぐろ
「暗闇脳天」隊長。まだらの上役であり、彼女の育ての親。
まだらの「裏波羅流剣術」に対し、忍者二刀構えと呼ばれる「波羅流剣術」を使用。また、敵に敗北した際には道連れに自爆を試みることもある。

### 攘夷勢力
赤城 烈斗（あかぎ れっど）
声：小上裕通
25歳・O型。攘夷勢力「般若党」のリーダー。攘夷志士を束ね、侍の時代と日本文化を守るために幕府や外国人と戦っている。豪放で荒っぽい性格だが部下の采配や党の運営などにも優れた手腕を発揮しており、仲間からの信頼も厚い。
背丈ほどもある長剣を背負い、上段の構えから繰り出される技の数々は驚異的な破壊力を持つ。
小暮 迅雷（こぐれ じんらい）
声：細谷佳正
25歳・B型。「般若党」の副長で、赤城の幼馴染。居合いの達人であり、寡黙な性格。剣の腕前は党で一番とも噂されるほどの実力者だがそれ以外のことには疎く（当人も自覚あり）、「俺は赤城の刀」と称して暗殺の任務に徹している。赤城同様、外国人および外国文化を嫌悪しているが、展開しだいでは外国文化の受容の必要性を痛感させられたことを機に改心する。
相手に背を向け攻撃を誘ったところを反撃する「天照」、攻撃を受けても怯まずに歩み寄り刀で一閃を加える「骸」→「餓鬼」など、独特な技を多く持つ。
朱美（あけみ）
声：小島幸子
居酒屋「真実」の若女将。心優しく気前のいい人物で、攘夷志士たちのアイドル的存在。党員を匿ったり入手した情報を赤城たちに流したりすることで般若党をサポートしている。
その正体は大老・鬼怒川に仕える隠密集団「暗闇脳天」のまだら。本来は攘夷ルートの派生として彼女を助けるルートも存在していたが没となった。
没データの内容によれば忍であった母の死後はとぐろの元で育てられたのだが、朱美の父に恋をしたことで抜け忍となった母を父共々とぐろが掟として抹殺したことが語られる。その話を聞いた朱美は激昂し、主人公と共に親の仇となるとぐろと対決。対決後は置き手紙を残し、主人公の前から姿を消す内容となっていた。

### その他
堂島 軍二（どうじま ぐんじ）
声：伊丸岡篤
20歳・B型。只者ならない雰囲気を持つ浪人。乱れた長髪で古びた着流し姿というやさぐれた風貌をしており、墓場に寝泊りしている。
第1作『侍』に登場する同名の人物と同一人物であり、本作では若き日の姿として登場する。ゲーム中特定の条件を満たすと鍛冶屋の後継者となる。
なお、長髪の堂島の設定自体は『侍』の開発段階の時点で存在している。
女剣士
声：山戸めぐみ
本名不明。街道の奥にいる謎の女剣士。
本編登場時の時点では悲願であった敵討ちを成し遂げた直後であり、唯一の肉親である弟を探すべく阿弥浜で就職活動を始める。
『侍』に登場する「先生」と瓜ふたつであり、ゲーム中特定の条件を満たすと「先生」として道場の師範代に就任することもある。
ぢぢい
町の道場を管理する老人。道場再興のため、主人公に道場の師範にならないか勧めてくる。「東急流」という剣術を使っていた伝説の侍の子孫だとみずら語っているほか、道場の壁には前作に登場した藤森主膳や松崎源十郎の写真が飾ってある。
おっつぁん
阿弥浜の宿無したちの長である痩身の中年。高架下を根城とし、困っている者へ身分分け隔てなく助けを差し伸べている。事情通で阿弥浜の人間関係に詳しい。役人にも彼に恩を売ってもらった者がおり、各地に顔が聞く。

### ダウンロードコンテンツ
汁部 理人（しるべ りひと）
大通りに居る自称・人斬り。態度は大きいが実際は口ばかりが達者な軟弱者。
ダウンロードコンテンツ導入後に受けられるようになる特殊なりわいの仲介人でもある。
近藤 勇（こんどう いさみ）
DLC「新撰組セット」で登場するキャラクター。後の新撰組局長となる人物。
本作ではみずから弱小流派の宗家を名乗っており、彼を倒して名を上げようと寄ってくる不埒者を片っ端から成敗している。口が非常に大きい。
強靭な活力の持ち主で、鉄壁の守りを崩さない限り一切の攻撃が通じない。倒すと愛刀「虎徹」とポリゴンモデルが使用可能になる。
土方 歳三（ひじかた としぞう）
DLC「新撰組セット」で登場するキャラクター。後の新撰組副長となる人物。
本作では「石田散薬」の行商人として登場し、普通の秘薬を高値で売って荒稼ぎしている。
「石田散薬」を買わなかった場合、体力がなくなると自ら薬を使用し、その場で復活する。倒すと愛刀「和泉守兼定」とポリゴンモデルが使用可能になる。
ドナドナ
DLC「あの人は今……」セットで登場するキャラクター。『侍』に登場するキャラクターの若き日の姿。
本名はドナルド・ドナテロウズ。イギリス出身の外国人で、一攫千金を夢見て日本を訪れる。
使用武器は「活火山」。
さよ
DLC「あの人は今……」セットで登場するキャラクター。シリーズ第2作『侍道2』に登場するキャラクターの成長した姿。
街道にあるおにぎり屋の用心棒。大人になったさよ自体は『侍道2ポータブル』にも登場するが、キャラクターデザインが異なる。本作屈指の強さを持つキャラクターとなっている。
使用武器は「夜葬」。

## 設定
阿弥浜
本編の舞台。黒船が停泊している港町で、日本と外国の文化が入り混じって存在している。
中心に大通りが位置し、そこから北に代官所、東に外国人と「宿無し」たちが暮らす外国人居留地、南には港やカジノがあり、西には長屋が連なる町人たちの居住区がある。また、町外れにある洞窟には水没した神社が眠っており、攘夷勢力のアジトとして利用されている。
阿弥浜は架空の地であり具体的な場所は明らかになっていないが、ゲーム中の情報から南関東かつ海沿いのどこかであることがわかる。また、前述した『喧嘩番長5』の舞台もまた「阿弥浜（横浜がモチーフ）」であるとされているが、ふたつの「阿弥浜」の具体的な関連性は不明である。
鳥葬会
阿弥浜含む南関東の賭場を仕切る極道。親分は百舌 葉澄（もず はずみ）。その下には「極道四人組」と呼ばれる幹部が存在し、阿弥浜の治安悪化の原因となっている。また、北関東の賭場を仕切る「菩薩会」とは敵対関係にある。
侍四天王
かつて阿弥浜の治安を守っていた四人の侍たちの通称。「熊」や「鮫」などの動物の名前を持ち、その実力と正義を愛する心から町人たちからの信頼も高かったとされているが「極道四人組」との戦いに敗れ、離散。その後の消息は不明となっている。
彼らがいなくなった後も「侍四天王」の存在は語り草となっており、彼らに憧れて侍四天王を自称する者たちも現れている。
人間豚（にんげんぶた）
たび重なる拷問で鬼怒川三姉妹に屈服した男たちの成れの果てで、三姉妹の奴隷とも言うべき存在である。
もともとは普通の人間だったが、現在では精神に異常をきたしており、痛みを快楽に感じるよう調教されている。ときには戦闘に参加することもあり、武器こそ使用しないものの外見からは想像できないほどの身のこなしで体術を繰り出す戦闘力も持ち合わせている。
「黒いマスクに半裸」という特徴的な風貌をしているが、サブストーリーで登場する詐欺師の美人姉妹に仕えている者もよく似た姿をしており「主人である女性に心酔している」といった共通点も描かれている。

## 反響
『侍道外伝 KATANAKAMI』のディレクターの一人であるアクワイアの斎藤哲志は2020年のインタビューの中で、記述が大変ということで刀の説明文を廃止したところ、ユーザーからなぜ廃止したのかという問い合わせが相次いだことを明かしている。